# Jellingstil
Jellingstilen er en nordisk kunst- eller kunsthåndværkerstil fra den tidlige vikingetid. Den opstod i første halvdel af 10. århundrede og forsvandt inden år 1000. Betegnelsen stammer fra det store Jellingmonumnet. Oprindeligt blev hele anlægget med den store Jellingsten knyttet til denne stilart, men senere studier har henvist stenen til Mammenstil. Genstande udsmykket i Jellingstil kendes også fra fund uden for Skandinavien. Den er samtidig med senkarolingisk akantus og planteranke ornamentik, der i flere tilfælde ses ved siden af jellingmotiver på samme genstande.
Jellingstilen er en ren dyrestil. Den er kendetegnet af stærkt stiliserede og ofte båndformede dyr i profil, gerne S-formede slange- eller fuglelignende dyr. Fugle var stort set fraværende i vikingetidens kunst efter år 800, men kom tilbage ca. 950, formentlig inspireret af vesteuropæisk kristen kunst. Her indgår fugle ofte i motiver, der forestiller Paradis. I det nordiske fundmateriale findes eksempler på fuglemotiver af både kontinental vesteuropæisk og angelsaksisk oprindelse.
S-formede dyr kendes også fra det angelsaksiske område. Arkæologen Iben Skibsted Klæsøe har foreslået, at Jellingstilens snoede dyr i S-formede buer og i profil er en angelsaksisk/skandinavisk blandingsstil. Hun mener, at dens oprindelsessted kan spores til Yorkområdet i sidste halvdel af 9. århundrede, da York var centrum for det nordiske magtområde i England.
Det sølvbæger, der blev udgravet i Jellings Nordhøj i 1820, mener Skibsted Klæsøe, er tegn på, at der i 10. århundrede blev etableret et værksted med internationale kontakter til fremstilling af luksusvarer, der var tilknyttet kongemagten. Hun bygger sin teori på, at bægeret er formet efter kontinental vesteuropæisk tradition, mens selve udsmykningen er udført i nordisk stil.
Jellingstil er en af vikingetidens stilarter. Almindeligvis kan vikingetidens kunst og kunsthåndværk inddeles i: Broa (tidl. Oseberg), Berdal, Borre, Jelling-, Mammen, Ringerike og Urnesstil.

## Billeder og genstande
- Sølvspænde fra Skaill, Orkney.
- Smykkevedhæng af sølv, fra Vårby, Södermanland.
- Nærbillede af en sværdknop udstillet på Vikingemuseum Hedeby.
- Jellingbægeret fundet i Jellings Nordhøj.